# Gouvernement Raymond Poincaré (5)
Troisième République
Gouvernement Raymond Poincaré IV Gouvernement Aristide Briand XI
Le cinquième gouvernement Raymond Poincaré est un gouvernement français de la Troisième République qui a duré du 11 novembre 1928 au 26 juillet 1929. Le fort soutien populaire dont bénéficie Poincaré lui permet de maintenir une importante coalition à la chambre.

## Composition
| Portefeuille | Titulaire | Titulaire             | Parti       |
| --- | --------- | --------------------- | ----------- |
| Président du Conseil                                                                                                   |           | Raymond Poincaré      | AD          |
| Ministres |           |                       |             |
| Ministre des Affaires étrangères                                                                                       |           | Aristide Briand       | PRS         |
| Ministre des Finances                                                                                                  |           | Henry Chéron          | AD          |
| Ministre de la Guerre                                                                                                  |           | Paul Painlevé         | PRS         |
| Ministre de la Justice                                                                                                 |           | Louis Barthou         | AD          |
| Ministre de l'Instruction publique et des Beaux-Arts                                                                   |           | Pierre Marraud        | PRRRS       |
| Ministre de l'Intérieur                                                                                                |           | André Tardieu         | AD          |
| Ministre de la Marine                                                                                                  |           | Georges Leygues       | AD          |
| Ministre de l'Air |           | Laurent Eynac         | RI          |
| Ministre du Commerce et de l'Industrie                                                                                 |           | Georges Bonnefous     | FR          |
| Ministre des Travaux publics                                                                                           |           | Pierre Forgeot        | PRS         |
| Ministre de l'Agriculture                                                                                              |           | Jean Hennessy         | PRS         |
| Ministre des Colonies                                                                                                  |           | André Maginot         | AD          |
| Ministre du Travail, de l'Hygiène, de l'Assistance et des Prévoyances Sociales                                         |           | Louis Loucheur        | RI          |
| Ministre des Pensions                                                                                                  |           | Louis Antériou        | PRS         |
| Sous-secrétaires d’État désignés le 13 novembre 1926                                                                   |           |                       |             |
| Sous-secrétaire d’État au Travail, à l'Hygiène, à l'Assistance et aux Prévoyances Sociales                             |           | Alfred Oberkirch      | UPRNA, APNA |
| Sous-secrétaire d’État au Commerce et à l'Industrie chargé des Postes, Télégraphes et des Téléphones                   |           | Louis Germain-Martin  | RI          |
| Sous-secrétaire d’État à l'Instruction publique et aux Beaux-Arts chargé de l'enseignement technique et des Beaux-Arts |           | André François-Poncet | AD          |
| Sous-secrétaire d’État à l'Instruction publique et aux Beaux-Arts chargé de l'éducation physique                       |           | Henry Paté            | RI          |

## Fin du gouvernement et passation des pouvoirs
Le 26 juillet, jour de la clôture de la session parlementaire, Raymond Poincaré annonce sa démission pour raisons de santé. Le 29 juillet, est constitué le onzième gouvernement dirigé par Aristide Briand.